# 瓶颈期
瓶颈期为事物在变化发展过程中因无法改变自身条件和外部环境的情况下，而产生的一个停滞时期。
这个时期或长或短，取决于内外部条件的变化。可适用于组织和组织内的个体,以及可以度量的变化过程。广泛应用于职场从业人员职业生涯阶段性描述。
对于个人职业瓶颈期而言，一般划分为4个阶段每个阶段均有不同特征和长短周期。